# 모듈라이 (물리학)
양자장론과 끈 이론에서 모듈라이(영어: modulus 모듈러스[*] 단수형, 영어: moduli 모듈라이[*] 복수형)는 그 퍼텐셜이 연속적인 최소점을 갖는 스칼라장이다. 모듈라이들의 집합을 모듈라이 공간(moduli space, space of moduli)이라고 한다.

## 정의
3차원 이상의 양자장론에서, 바닥 상태가 유일하지 않을 수 있다. 이런 현상은 (푸앵카레 대칭을 가정한다면) 어떤 스칼라장이 진공 기댓값을 가지게 되어 발생한다. (푸앵카레 대칭이 자발 대칭 깨짐을 겪지 않으려면, 스칼라장이 아닌 다른 스핀을 갖는 장들은 진공 기댓값을 가질 수 없다.) 이 경우, 가능한 바닥 상태들의 공간을 모듈라이 공간이라고 하며, 그 좌표에 대응되는 스칼라장을 모듈라이라고 한다.
기하학적으로, 스칼라장은 (시그마 모형으로 생각하여) 어떤 매끄러운 다양체 또는 오비폴드 위의 값을 가지며, 그 위에 퍼텐셜이 존재한다. 이 경우, 모듈라이 공간은 퍼텐셜이 최솟값을 가지게 되는 점들로 구성되는 부분 공간이다.

## 예

### 끈 이론의 모듈라이
끈 이론은 다양한 고전해(배경, 영어: background)에 대하여 축소화할 수 있다. 이 때, 배경은 여러 매개변수(끈의 결합 상수, 축소화 차원들의 크기와 모양 등)를 가지는데, 축소화한 유효 이론에서 이 매개변수들은 스칼라장의 진공 기댓값들로 나타내어진다. 따라서 끈 이론의 배경의 매개변수들은 그 유효 양자장론의 모듈라이들과 대응하게 된다. 이 때문에 끈 이론에서는 가능한 배경들의 집합을 "모듈라이 공간"이라고 일컫는다.

### 초대칭 게이지 이론의 모듈라이
대부분의 양자장론들은 자명한 모듈라이 공간을 가지지만, 초대칭을 가지는 이론들 (초중력, 초대칭 게이지 이론 등)은 매우 복잡한 모듈라이 공간을 가지는 경우가 많다.
예를 들어, 4차원 {\displaystyle {\mathcal {N}}=1} 초대칭을 가지는 이론의 모듈라이 공간은 켈러 다양체이어야 한다.:446, 463 만약 이 이론이 중력을 포함한다면 (즉, 초중력이라면) 그 모듈라이 공간은 켈러 다양체일 뿐만 아니라 호지 다양체(Hodge manifold, 그 켈러 형식 {\displaystyle \omega }의 코호몰로지 모임이 정수 계수의 코호몰로지의 원소인 켈러 다양체)이어야 한다.

### N>1{\displaystyle {\mathcal {N}}>1}초대칭 이론
4차원 {\displaystyle {\mathcal {N}}=2} 초대칭 게이지 이론의 모듈라이 공간은 다음과 같은 가지(branch)들로 이루어진다.
- 쿨롱 가지(Coulomb branch)는 벡터 초다중항(vector supermultiplet, 벡터장과 디랙 스피너, 복소 스칼라장으로 이루어진 초다중항)의 스칼라가 진공 기댓값을 가진다. 이 가지의 모듈라이 공간은 (중력을 포함하지 않는 경우) 강성 특수 켈러 다양체(rigid special Kähler manifold)라는 구조를 가진다.[2]:464, 511[4] 중력을 포함하는 경우, 이 모듈라이 공간은 사영 특수 켈러 다양체(projective Kähler manifold)이다.[2]:464, 511 사영 특수 켈러 다양체는 국소 특수 켈러 다양체(영어: local special Kähler manifold) 또는 단순히 특수 켈러 다양체로 불리기도 한다.
- 힉스 가지(Higgs branch)는 하이퍼 초다중항(hypermultiplet, 디랙 스피너와 두 개의 복소 스칼라장으로 이루어진 초다중항)의 스칼라가 진공 기댓값을 가진다 (힉스 메커니즘). 이 가지의 모듈라이 공간은 (초중력을 포함하지 않는 경우) 초켈러 다양체를 이룬다.[2]:463,501[5] 만약 이 이론이 초중력을 포함하면, 모듈라이 공간은 보다 더 일반적인 사원수 켈러 다양체를 이룬다.[2]:464, 509
- 혼합 가지(mixed branch)는 벡터 초다중항과 하이퍼 초다중항 둘 다 진공 기댓값을 가지는 경우다.[6]

{\displaystyle {\mathcal {N}}=4} 초대칭 게이지 이론의 모듈라이 공간은 아예 리만 곡률을 가지지 않는다.:460 또한, 일반적으로 최대 초중력(maximal supergravity, 주어진 차원에서 최다의 초대칭을 가지는 중력 이론)들의 모듈라이 공간은 동차공간 {\displaystyle G/H} ({\displaystyle G}, {\displaystyle H}는 리 군)의 꼴이다.:455 11차원 초중력은 아예 스칼라장을 포함하지 않으므로 모듈라이 공간이 없다. 최대 초중력에서는 낮은 차원일수록 더 모듈라이 공간이 커지는데, 이는 높은 차원의 이론을 축소화하여 낮은 차원의 이론을 얻을 수 있기 때문이다.

### 특수기하학
특수기하학(영어: special geometry)은 {\displaystyle {\mathcal {N}}=2} 초대칭 이론의 쿨롱 가지 모듈라이 공간을 나타내는 기하학이다. 또한, 복소3차원 칼라비-야우 다양체의 복소 구조 모듈라이의 모듈라이 공간도 사영특수기하학으로 나타내어진다.
강성 특수 켈러 다양체(영어: rigid special Kähler manifold) {\displaystyle (M,E,\Omega )}는 다음과 같은 데이터로 이루어진다.:104
- 복소 g차원 켈러 다양체 M
- 군 표현 {\displaystyle \phi \colon \pi _{1}(M)\to \operatorname {Sp} (2g,\mathbb {Z} )}. 이를 사용하여, 올이 격자 {\displaystyle (\mathbb {Z} ^{2g},\eta )}인 올다발 {\displaystyle \Gamma }를 정의할 수 있다. 여기서 {\displaystyle \eta }는 격자 위에 정의된 심플렉틱 형식이다.
- L이 {\displaystyle M} 위에 정의된 평탄한 복소 선다발이라고 하면, 복소2g차원 해석적 벡터다발 {\displaystyle E=\Gamma \otimes L}. 이에 따라 {\displaystyle E}의 올은 {\displaystyle \eta }에 따라 심플렉틱 벡터 공간을 이룬다.
- E에 주어진 평탄한(곡률이 0인) 코쥘 접속 {\displaystyle (\nabla ,{\bar {\nabla }})}. 여기서 {\displaystyle v}가 {\displaystyle E}의 해석적 단면이라면 {\displaystyle {\bar {\nabla }}v=0}이고, {\displaystyle {\bar {v}}}가 반해석적 단면이라면 {\displaystyle \nabla {\bar {v}}=0}이다.
- {\displaystyle E}의 해석적 단면 {\displaystyle \Omega \subset \Gamma (E)}

이들은 다음 조건을 만족하여야 한다.
- (접속의 평탄성) {\displaystyle \nabla ^{2}={\bar {\nabla }}^{2}=[\nabla ,{\bar {\nabla }}]=0}
- (심플렉틱 구조의 공변상수성) {\displaystyle E}의 해석적 단면 {\displaystyle u,v}에 대하여, {\displaystyle d\eta (u,v)=\eta (\nabla u,v)+\eta (u,\nabla v)}
- (라그랑주 조건) {\displaystyle 0=\eta (\nabla \Omega ,\nabla \Omega )\in \Omega ^{(2,0)}M\otimes L}
- (양부호성) {\displaystyle 0<-i\eta (\nabla \Omega ,{\bar {\nabla }}{\bar {\Omega }})\in \Omega ^{(1,1)}M\otimes L}
- (켈러 구조와의 호환성) M의 켈러 형식 {\displaystyle K}는 다음과 같다.

{\displaystyle K=-(i/2)\partial {\bar {\partial }}\eta (\Omega ,{\bar {\Omega }})\in \Omega ^{(1,1)}M}
{\displaystyle \eta (\Omega ,{\bar {\Omega }})\in L}이므로, 일반적으로 켈러 형식의 코호몰로지는 자명하지 않다.
사영 특수 켈러 다양체(영어: projective Kähler manifold)의 정의는 강성 특수 켈러 다양체의 정의와 거의 같으나, 조건 가운데 두 개를 다음과 같이 바꾸고, 조건 하나를 추가한다.
- (라그랑주 조건) {\displaystyle 0=\eta (\Omega ,\nabla \Omega )}
- (켈러 구조와의 호환성) M의 켈러 형식 {\displaystyle K}는 다음과 같다.

{\displaystyle K=-(i/2)\partial {\bar {\partial }}\ln \eta (\Omega ,{\bar {\Omega }})\in \Omega ^{(1,1)}M}
- (호지 조건) {\displaystyle M}은 호지 다양체(영어: Hodge manifold)여야 한다. 즉, 켈러 형식 {\displaystyle K}의 돌보 코호몰로지 동치류 {\displaystyle [K]\in H^{1,1}(M;\mathbb {C} )}는 정수 계수 코호몰로지 원소이어야 한다: {\displaystyle K\in H^{(1,1)}(M;\mathbb {Z} )}.

### 2차원 계
2차원 양자장론에서는 일반적으로 머민-바그너 정리에 의하여 모듈라이가 존재하지 않는다. 만약 고전적으로 모듈라이가 존재하는 것처럼 보인다면, 양자역학적으로 실제 바닥 상태는 이 ‘모듈라이 공간’ 위의 어떤 파동 함수로 구성된다.